# R16 (Ghana)
De R16 of Regional Road 16 is een regionale weg in Ghana die de plaatsen Tegbi en Sogakope met elkaar verbindt. De weg loopt door de regio Volta.
De R16 begint in Srogbe, waar de weg aftakt van de R11 vanaf Tegbi. Daarna loopt de weg via Floto naar Dabala, waar R16 eindigt op de N1 tussen Sogakope en Lomé.
R10 · 
R11 · 
R12 · 
R13 · 
R14 · 
R15 · 
R16 · 
R17 · 
R18 · 
R19 · 
R21 · 
R23 · 
R24 · 
R25 · 
R26 · 
R27 · 
R28 · 
R29 · 
R30 · 
R36 · 
R38 · 
R40 · 
R42 · 
R43 · 
R44 · 
R45 · 
R47 · 
R49 · 
R50 · 
R52 · 
R54 · 
R60 · 
R61 · 
R62 · 
R63 · 
R64 · 
R65 · 
R66 · 
R68 · 
R70 · 
R71 · 
R72 · 
R74 · 
R76 · 
R80 · 
R81 · 
R82 · 
R83 · 
R84 · 
R85 · 
R86 · 
R87 · 
R88 · 
R90 · 
R91 · 
R92 · 
R93 · 
R94
R100 · 
R101 · 
R103 · 
R104 · 
R105 · 
R106 · 
R107 · 
R108 · 
R109 · 
R110 · 
R113 · 
R114 · 
R116 · 
R121 · 
R122 · 
R123 · 
R124 · 
R125 · 
R126 · 
R127 · 
R128 · 
R129 · 
R131 · 
R132 · 
R180 · 
R181 · 
R182 · 
R184 · 
R201 · 
R202 · 
R204